# Max Thieriot
Maximillion Drake „Max” Thieriot (Los Altos Hills, Kalifornia, 1988. október 14. –) amerikai színész, televíziós rendező.
2004-ben debütált gyermekszínészként a Kapd el a kölyköt! című kalandfilm-vígjátékban. Ezt követően feltűnt a Gorillabácsi (2006), a Nancy Drew – A hollywoodi rejtély (2007), a Hipervándor (2008) és a Chloe – A kísértés iskolája (2009) című filmekben. 2010-től szerepelt a Vedd a lelkem! (2010) című horrorfilmben, a Lekapcsolódás (2012) című filmdrámában, a Ház az utca végén (2012) című lélektani horrorfilmben és a Holtpont (2015) című akcióthrillerben.
2013 és 2017 között Dylan Massett-et alakította a Bates Motel – Psycho a kezdetektől című televíziós drámasorozatban. A 2015-ös Texas felemelkedése című minisorozatban John Coffee "Jack" Hays-t formálta meg. 2017-től a SEAL Team című drámasorozat főszereplője.

## Gyermekkora és családja
A kaliforniai Los Altos Hillsben született Bridgit Ann (leánykori nevén Snyder) és George Cameron Thieriot fiaként. Van egy nővére és egy öccse. A kaliforniai sonoma megyei Occidental kisvárosban nőtt fel. Thieriot a kaliforniai Santa Rosa városában található Sonoma Country Day School középiskolában tanult, majd a kaliforniai Forestville-ben lévő El Molino Középiskolába járt, ahol 2006-ban végzett. Thieriot felmenői egykor a San Francisco Chronicle tulajdonosai voltak.

## Magánélete
2012-ben, hét év után jegyezte el barátnőjét, Alexis Murphyt. Egy karibi utazás során kérte meg a kezét, ahol a pár tinédzserként ismerkedett meg. 2013. június 1-jén a kaliforniai Tahoe-tónál kötöttek házasságot. A pár 2015-ben jelentette első fiúgyermekük születését. 2018-ban született meg a második fiuk. Nővére házassága révén Thieriot sógora a Philadelphia Phillies korábbi baseball-játékosának, Michael Stutesnak.
Thieriot nem csak színész, egyben borász is. Gyermekkori barátaival, Christopher Strieterrel és Myles Lawrence-Briggs-szel együtt szőlőbirtokokat tudhat magáénak szülővárosában, Occidentalban, és Senses néven forgalmaznak borokat. A Bates Motel – Psycho a kezdetektől harmadik évadában a főszereplők egy családi vacsorajelenet során Senses bort fogyasztanak.

## Filmográfia

### Film
| Év   | Magyar cím                        | Eredeti cím                     | Szerep                | Magyar hang      | Rendező             |
| ---- | --------------------------------- | ------------------------------- | --------------------- | ---------------- | ------------------- |
| 2004 | Kapd el a kölyköt!                | Catch That Kid                  | Gus                   |                  | Bart Freundlich     |
| 2005 | Gorillabácsi                      | The Pacifier                    | Seth Plummer          | Stukovszky Tamás | Adam Shankman       |
| 2007 | Családi űrutazás                  | The Astronaut Farmer            | Shepard Farmer        | Baráth István    | Michael Polish (1.) |
| 2007 | Nancy Drew – A hollywoodi rejtély | Nancy Drew                      | Ned Nickerson         | Molnár Levente   | Andrew Fleming      |
| 2008 | Hipervándor                       | Jumper                          | David Rice fiatalon   | Czető Roland     | Doug Liman          |
| 2008 | Hipervándor                       | Jumper                          | David Rice fiatalon   | Kováts Dániel    | Doug Liman          |
| 2008 | Kit Kittredge                     | Kit Kittredge: An American Girl | Will Shepherd         |                  | Patricia Rozema     |
| 2009 | Chloe – A kísértés iskolája       | Chloe                           | Michael Stewart       | Czető Roland     | Atom Egoyan         |
| 2010 | Vedd a lelkem!                    | My Soul to Take                 | Adam "Bug" Hellerman  | Előd Álmos       | Wes Craven          |
| 2010 | Újra a gimiben                    | Stay Cool                       | Shasta barátja        |                  | Michael Polish (2.) |
| 2011 | A családfa                        | The Family Tree                 | Eric Burnett          | Baráth István    | Vivi Friedman       |
| 2011 |                                   | Foreverland                     | William "Will" Rankin |                  | Max McGuire         |
| 2012 |                                   | Yellow                          | Nowell fiatalon       |                  | Nick Cassavetes     |
| 2012 | Lekapcsolódás                     | Disconnect                      | Kyle                  | Szatory Dávid    | Henry Alex Rubin    |
| 2012 | Ház az utca végén                 | House at the End of the Street  | Ryan Jacobson         | Fehér Tibor      | Mark Tonderai       |
| 2012 | Ház az utca végén                 | House at the End of the Street  | Ryan Jacobson         | Baráth István    | Mark Tonderai       |
| 2015 | Holtpont                          | Point Break                     | Jeff                  | Kovács Lehel     | Ericson Core        |

### Televízió
| Év        | Magyar cím                         | Eredeti cím  | Szerep           | Megjegyzések                                                                                      |
| --------- | ---------------------------------- | ------------ | ---------------- | ------------------------------------------------------------------------------------------------- |
| 2012      |                                    | Dark Horse   | Carter Henderson | eladatlan próbaepizód                                                                             |
| 2013–2017 | Bates Motel – Psycho a kezdetektől | Bates Motel  | Dylan Massett    | - főszereplő (48 epizód) - rendező (1 epizód) - magyar hangja: - Szatory Dávid                    |
| 2015      | Texas felemelkedése                | Texas Rising | John Hays        | minisorozat (5 epizód)                                                                            |
| 2017–2022 | SEAL Team                          | SEAL Team    | Clay Spenser     | - főszereplő - rendező (2 epizód) - magyar hangja: - Csiby Gergely                                |
| 2022–     | Lángoló vidék                      | Fire Country | Bode Donovan     | - főszereplő - megalkotó és vezető producer - rendező (1 epizód) - magyar hangja: - Csiby Gergely |

## Fordítás
- Ez a szócikk részben vagy egészben  a   Max Thieriot című angol Wikipédia-szócikk fordításán alapul.  Az eredeti cikk szerkesztőit annak laptörténete sorolja fel. Ez a jelzés csupán a megfogalmazás eredetét és a szerzői jogokat jelzi, nem szolgál a cikkben szereplő információk forrásmegjelöléseként.